# Río Powder (Río Snake)
El río Powder es un río que fluye en el noreste del estado estadounidense de Oregón. Tiene una longitud de aproximadamente 180 km y es un afluente del río Snake. Drena parte de la meseta de Columbia al este de las montañas Blue.

## Geografía
El origen del río está situado en el sur de las montañas Blue a lo largo de Elkhorn Ridge, que está situado aproximadamente a 32 km al oeste de Baker City en el condado de Baker, Oregón, y que transcurre rozando también el condado de Union, que está situado en el norte del condado Baker. El tramo superior se encuentra en el bosque nacional Umatilla. Su desembocadura en el río Snake se produce en la frontera estatal de Idaho, en la parte de arriba de la presa Brownlee.
Casi 19 km del curso del río, desde la presa Thief Valley hasta el puente de la Ruta 203 de Oregón, han sido designados como río nacional salvaje y escénico en la categoría escénica. 

## Ecología
El río Powder contiene toda una serie de especies de peces, incluida la trucha arco iris (poblada y nativa), el bagre, tipo de pez, varias especies de retoños. El río también es conocido regionalmente por sus pesquerías de arco iris, que son verdaderamente excepcionales.
La zona ribereña y la diversidad de vida en el río, incluye adicionalmente una gran cantidad de insectos, crustáceos y peces carnada, que son excepcionales. Es también la razón de que tenga la correspondiente gran cantidad de población de truchas. Proporciona así también un hábitat para los arcoíris nativos, que les permite crecer hasta alcanzar incluso un tamaño récord.
Dentro del corredor del río Powder también hay muchas especies de vida silvestre como los venados mulos, las marmotas de vientre amarillo, nutrias de río, los chukar y las serpientes de cascabel. El segmento del río también incluye una parte de un área de invernada crucial para los ciervos que está también ocupada por cientos de venados mulos. Los escarpados acantilados en el río proporcionan también un hábitat de anidación, lo que permite una alta concentración de aves rapaces, como las águilas reales, halcones de las praderas y halcones de cola roja. Además, en este río se encuentran águilas calvas durante el invierno.
También hay que destacar, que mucho antes de la llegada de pioneros y colonos, los indios locales ya utilizaban las zonas de pesca y de caza a lo largo del río para su nutrición.